# 버돌
버돌(본명: 노태윤, 2003년 12월 25일 ~ )은 대한민국의 리그 오브 레전드 프로게이머로 아이디는 Burdol이다. 포지션은 탑 라이너이다. 현재 LGD 게이밍에서 활동하고 있다.

## 선수 생활
2021시즌을 앞두고 Gen.G에 입단하면서 프로 커리어를 시작했다. 스프링 시즌에서는 라스칼의 서브 선수로 활동했다. 서머 2라운드를 앞두고 라스칼이 폼 저하를 보이자 출전 기회를 얻었다. 2021 월드 챔피언십을 앞두고 로스터에 포함이 되면서 참가했다. 2021시즌 종료 후 퇴단했다.
2022시즌을 앞두고 DWG KIA에 입단했다. 스프링 시즌을 앞두고 호야와 주전 경쟁을 하게 되었으며 시즌 초반에는 호야가 주전으로 출전했으나 점차 시즌이 진행될 수록 담원의 주전 탑 라이너 경쟁에서 승리하였다. 다만 상위권을 노리는 담원에는 아쉬운 모습을 드러냈으며 서머 시즌을 앞두고 너구리가 새롭게 팀에 영입되면서 주전 자리를 내주었다. 서머 시즌 도중 2군으로 내려가기도 했지만 담원의 서머 시즌 포스트시즌을 앞두고 로스터에 포함되었다. KT 롤스터와의 6강 플레이오프 경기에서 선발로 출전했으며 Gen.G와의 4강 po경기에서도 출전했다. 서머 시즌 이후 치러진 리브 샌드박스와의 월드 챔피언십 선발전에도 2세트에서 출전했다. 2022 월드 챔피언십을 앞두고 로스터에 포함이 되었다. 다만 대회 기간 동안 너구리가 주전 탑 라이너 자리를 차지하면서 출전을 기록하지는 못했다. 2022시즌 종료 후 담원에서 퇴단했다.
2023시즌을 앞두고 리브 샌드박스에 입단했다.
2024시즌을 앞두고 중국의 LGD 게이밍에 입단했다.

## 소속팀
| # | 팀명          | 소속 기간               | 소속 리그 | 비고 |
| - | ------------- | ----------------------- | --------- | ---- |
| 1 | Gen.G         | 2021.01.06 ~ 2021.12.01 | LCK       |      |
| 2 | DWG KIA       | 2021.12.01 ~ 2022.11.16 | LCK       |      |
| 3 | 리브 샌드박스 | 2022.12.06 ~            | LCK       |      |
| 4 | LGD 게이밍    | 2023.12.15 ~            | LPL       |      |

## 수상 내역
- 2020 LoL THE NEXT 우승
- 로지텍 G 루키 인비테이셔널 2020 준우승
- LCK 아카데미 시리즈 2020 8월 대회 준우승
- LCK 아카데미 시리즈 2020 9월 대회 우승